# Бронштейн Давид Іонович

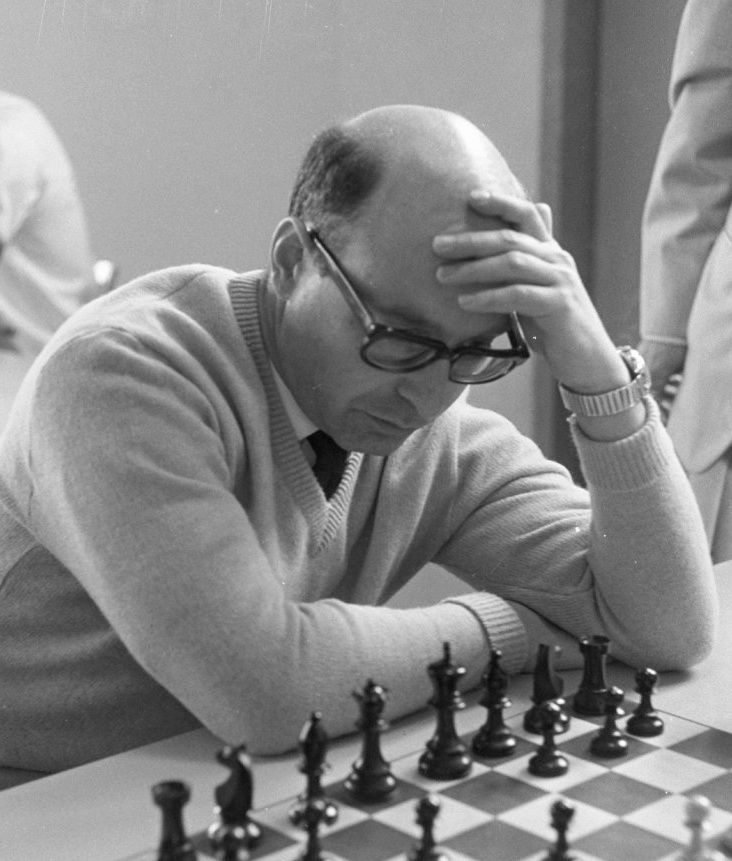
Під час партії. 1968 рік

Дави́д Іо́нович Бронште́йн (нар. 19 лютого 1924, Біла Церква, Українська РСР, СРСР — пом. 5 грудня 2006, Мінськ, Білорусь) — радянський шахіст, шаховий літератор. Міжнародний гросмейстер (з 1950). Найвищий успіх — нічия в матчі за звання чемпіона світу 1951 року з Михайлом Ботвинником із рахунком 12:12. За тодішніми правилами, Ботвинник захистив титул. Дворазовий чемпіон СРСР (1948 і 1949), чотири рази грав за збірну Радянського Союзу на шахових олімпіадах (1952, 1954, 1956 і 1958; золоті медалі в усіх цих турнірах). Дворазовий чемпіон Європи в командній першості (1957, 1965).

## Життєпис
Народився в Білій Церкві у єврейській родині. У шахи його навчив грати дід, коли хлопцю було шість років.
Юність пройшла у Києві, там його тренував відомий шаховий майстер Олександр Константинопольський. Молодий шахіст посів друге місце у чемпіонаті Києва в 15 років, і став майстром СРСР у 16 років, посівши друге місце у чемпіонаті України 1940 року, позаду Ісаака Болеславського, який згодом став дуже близьким другом і шаховим компаньйоном Бронштейна. Пізніше, 1984 року, Давид Іонович одружився з дочкою Болеславського, Тетяною.
Після закінчення середньої школи, Бронштейн збирався вступити до Київського Університету на факультет математики, але у 1941 році розпочалася німецько-радянська війна, і ці сподівання стали марними. Після війни Бронштейн деякий час вчився в Ленінградському політехнічному інституті.
Визнали непридатним для військової служби, тому він працював у тилу різноробом на місцях реконструкції пошкоджених війною будівель. Його батька було репресовано без належного суду та будь-яких доказів, а пізніше формально реабілітовано.
У 1944 зумів обіграти Михайла Ботвинника в партії чемпіонату СРСР. З того часу його шахова майстерність почала різко зростати й уже на чемпіонаті СРСР 1945 року він посів третє місце та виграв обидві партії на десятій шахівниці у знаменитому командному радіоматчі СРСР проти США. Цим Бронштейн довів, що він гідний належати до світової шахової еліти.

## Претендент на титул чемпіона світу
Першим успішним міжнародним турніром для Бронштейна був міжзональний турнір у Сальтшебадені 1948 року, який він виграв. Титул гросмейстера отримав 1950 року. Його перемога в міжзональнальному турнірі кваліфікувала шахіста до турніру кандидатів 1950 року в Будапешті. 1945–1950 роки стали для Бронштейна періодом найвищого творчого піднесення, а у 1951 році він досягає матчу на звання чемпіона світу.
Вважається, що Бронштейн — один із найсильніших шахістів післявоєнного періоду, які не стали чемпіонами світу. Він був дуже близьким до завоювання чемпіонства, коли звів унічию матч 1951 року з Михайлом Ботвинником із рахунком 12-12.
Бронштейн і Ботвинник мали дуже несхожі стилі гри, особливості характеру та стиль життя, і не любили один одного. Ботвинник пережив війну далеко від фронту, і дуже багато займався шахами протягом цих років, був високоосвіченим і привілейованим фаворитом еліти Радянської влади. Бронштейн же майже весь цей час працював чорноробом, у скрутних умовах, доки його батько сидів у в'язниці, майже три роки шахами серйозно не займаючись.
У матчі, де чотири рази змінювався лідер, два титани перевіряли один одного в різноманітних дебютах. Бронштейн часто уникав дебютних варіантів, які застосовував раніше, і часто грав власні варіанти Ботвинника, що вважалися найкращими. Здавалося, що за допомогою цієї стратегії Бронштейн зможе заскочити Ботвинника зненацька. Обоє учасників показували високу якість гри, хоча Ботвинник пізніше скаржився на свою слабку гру. Він дуже неохоче визнавав величезний талант Бронштейна. Бронштейн мав перевагу в одне очко після 22 партій, але програв 23-ю та звів унічию завершальну партію. За правилами ФІДЕ, в разі нічиєї титул залишається у чемпіона. Бронштейн пізніше написав, що можливо це й на краще, що він не виграв титул чемпіона, оскільки його непокірливий характер та схильність до артистизму не були б у згоді з Радянською бюрократією.
Ботвинник же писав, що невдача Бронштейна була викликана його недостатньою ендшпільною технікою і невмінням грати прості позиції. Скоріше за все Ботвинник мав величезну перевагу у досвіді аналізу відкладених партій, які значною мірою й вирішили матч 1951 р. Бронштейн у матчі довів, що він був досить кваліфікованим гравцем в ендшпілі.

## Кар'єра після 1951
Після матчу Бронштейн взяв участь у турнірі у Швейцарії, де розділив друге-четверте місця з Паулем Кересом та Самуелем Решевським. Цей результат кваліфікував його безпосередньо до Міжзонального турніру в Гетеборзі у 1955 р., який він виграв, жодного разу не зазнавши поразки. Звідти він потрапив у турнір кандидатів в Амстердамі, де розділив третє-сьоме місця, пропустивши поперед Василя Смислова та Пауля Кереса.

## Спадщина та пізні роки
Написав багато шахових книжок та статей. Вів регулярну шахову колонку в газеті «Известия» протягом багатьох років. Бронштейна, мабуть, найбільше поважають за книжку «Міжнародний турнір гросмейстерів 1953 року». Ця книжка була дуже популярною в колишньому СРСР, витримавши багато перевидань. Романтичне бачення шахів Бронштейна проявилося, коли він застосовував дуже рідкісний у партіях гросмейстерів королівський гамбіт. Дуже цінна його праця (разом з іншими українськими шахістами Ісааком Болеславським та Юхимом Геллером) над староіндійським захистом. За свою кар'єру Бронштейн застосував величезну кількість різноманітних дебютних варіантів, зокрема й Український варіант.
Ще два дебютні варіанти названі на честь Бронштейна. У захисті Каро-Канн це варіант Бронштейна-Ларсена (1.e4 c6 2.d4 d5 3.Кс3 de 4.K:e4 Kf6 5.K:f6+ gf). У скандинавському захисті також є варіант Бронштейна (1.e4 d5 2.ed Ф:d5 3.Кс3 Фd6).
Бронштейн був шаховим мрійником. Він був одним з перших прихильників розвитку швидких шахів і ввів цифровий шаховий годинник. Часто грав проти комп'ютерних програм і, зазвичай, досягав гарних результатів.
На схилі життя, Бронштейн продовжував активно грати в турнірах. Він підтримував гарну форму (вигравши Гастінгський турнір 1994-95 рр. у віці 70 років) та написав декілька важливих шахових книг. Його здоров'я дуже погіршилося в останні роки життя. Бронштейн хворів на гіпертонію і помер 5 грудня 2006 року у Мінську, Білорусь. Похований на Чижовському кладовищі в Мінську.

## Зміни рейтингу
| На цьому місці має відображатися графік чи діаграма, однак з технічних причин його відображення наразі вимкнено. Будь ласка, не видаляйте код, який викликає це повідомлення. Розробники вже працюють для того, щоби відновити штатне функціонування цього графіка або діаграми. | |
| | На цьому місці має відображатися графік чи діаграма, однак з технічних причин його відображення наразі вимкнено. Будь ласка, не видаляйте код, який викликає це повідомлення. Розробники вже працюють для того, щоби відновити штатне функціонування цього графіка або діаграми. |